# Jogos da Boa Vontade de 2001
A quinta edição dos Jogos da Boa Vontade ocorreu entre os dias 29 de agosto e 9 de setembro de 2001 na cidade australiana de Brisbane, Queensland. Com pouco mais de mil e trezentos atletas competindo em quatorze (14) esportes, entre os quais ginástica artística e patinação no gelo, esta fora a última edição da competição, que teve como nação campeã a anfitriã Austrália. As competições aconteceram em sete complexos esportivos diferentes.
Esta fora a primeira vez que este evento aconteceu em uma cidade localizada fora da ex-União Soviética ou dos Estados Unidos.

## Antecedentes
Após três edições dos Jogos da Boa Vontade, o empresário Ted Turner, responsável pela criação do evento, contabilizou uma perda de cerca de 110 milhões de dólares, fazendo com que crescessem os boatos de que a quinta edição da competição - à época sem local escolhido - seria cancelada. Contrariando o que se dizia, Turner afirmou que nada seria cancelado e que no dia 18 de julho daquele ano (1998) seria anunciado a cidade que receberia a competição: "provavelmente será na Austrália ou em algum país do continente asiático".
Brisbane foi eleita cidade-sede em 18 de julho de 1998, em um anúncio feito pelo fundador e organizador dos Jogos, o americano Ted Turner. A cidade australiana venceu seis cidades na disputa para sediar os jogos, entre elas a cidade brasileira do Rio de Janeiro.

## Medalhas
No quadro de medalhas abaixo encontra-se listado apenas os dez primeiros países e os dois países lusófonos com melhor desempenho.
     País sede destacado.
| Ordem                 | País               | Medalha de ouro | Medalha de prata | Medalha de bronze |    |  |
| --------------------- | ------------------ | --------------- | ---------------- | ----------------- | -- |  |
| 1                     | AUS Austrália      | 29              | 25               | 20                | 74 |  |
| 2                     | RUS Rússia         | 24              | 30               | 19                | 73 |  |
| 3                     | USA Estados Unidos | 21              | 20               | 30                | 71 |  |
| 4                     | CHN China          | 13              | 8                | 1                 | 22 |  |
| 5                     | CUB Cuba           | 11              | 2                | 1                 | 14 |  |
| 6                     | ROM Romênia        | 6               | 3                | 2                 | 11 |  |
| 7                     | GER Alemanha       | 5               | 1                | 5                 | 11 |  |
| 8                     | JPN Japão          | 4               |                  | 3                 | 7  |  |
| 9                     | UKR Ucrânia        | 3               | 5                | 6                 | 14 |  |
| 10                    | POL Polônia        | 3               | 5                | 3                 | 11 |  |
|                       |                    |                 |                  |                   |    |  |
| 12                    | RSA África do Sul  | 3               | 2                | 1                 | 6  |  |
|                       |                    |                 |                  |                   |    |  |
| 13                    | BRA Brasil         | 3               | 1                | 1                 | 5  |  |
| Fonte: Goodwill Games |                    |                 |                  |                   |    |  |

### Atletas multimedalhistas
Mais de 100 atletas conquistaram mais de uma medalha. Nadadores, ginastas e corredores dominam a lista. Os atletas com maior número de medalhas são (entre parênteses, o número de medalhas de ouro, de prata e de bronze, na sequência):
- AUS Ian Thorpe (3-1-0)
- AUS Michael Klim (3-1-0)
- RUS Elena Zamolodchikova (2-0-1)
- USA Tom Wilkens (2-0-0)